# Pomeni imen asteroidov: 93001–94000
Pregled pomenov imen asteroidov (malih planetov) od številke 93001 do 94000, ki jim je Središče za male planete dodelilo številko in so pozneje dobili tudi uradno ime  v skladu z dogovorjenim načinom imenovanja. Pregled je preverjen z Schmadelovim “Slovarjem imen malih planetov” (“Dictionary of Minor Planet Names”). 
Pregled pojasnjuje izvor oziroma pomen imen asteroidov, ki ga je priznala Mednarodna astronomska zveza (IAU). Nekateri asteroidi imajo imajo dodatno pojasnilo o izvoru imena, ki pa vedno ni popolnoma zanesljivo (oznaka “†” ali “‡“). 
| Ime              | Začasna oznaka | Izvor imena                                                                                          |
| 93001–93100      | 93001–93100    | 93001–93100                                                                                          |
| ---------------- | -------------- | --- |
| 93061 Barbagallo | 2000 SX20      | Mariano Barbagallo, italijanski sodelavec in prijatelj Ermesa Colombinija, enega izmed odkriteljev † |
| 93101–93200      |                | |
| 93102 Leroy      | 2000 ST43      | Valère Leroy, francoski učitelj fizikalnih znanosti in ljubiteljski astronom †                       |
| 93201–93300      |                | |
| 93301–93400      |                | |
| 93401–93500      |                | |
| 93501–93600      |                | |
| 93601–93700      |                | |
| 93701–93800      |                | |
| 93801–93900      |                | |
| 93901–94000      |                | |

| Predhodnik: 92001–93000 | Pomeni imen asteroidov Seznam asteroidov (93001-93250) Seznam asteroidov (93251-93500) Seznam asteroidov (93501-93750) Seznam asteroidov (93751-94000) | Naslednik: 94001–95000 |